# República Democrática do Congo nos Jogos Olímpicos
A República Democrática do Congo (RD Congo) participou pela primeira vez dos Jogos Olímpicos em 1968, quando era conhecida como Congo Kinshasa. A próxima aparição olímpica do país foi dezesseis anos depois, em 1984, quando era conhecida como Zaire. A nação tem mandado atletas para participarem de todas as edições dos Jogos Olímpicos de Verão desde então, mas nunca participou dos Jogos Olímpicos de Inverno. Nos Jogos de 2000, a nação voltou a ser chamada de República Democrática do Congo.
Até o momento, nenhum atleta da RD Congo ganhou uma medalha Olímpica.
O Comitê Olímpico Nacional da RD Congo foi criado em 1963 e reconhecido pelo COI em 1968.